# Erich Wild
Erich Wild (* 4. November 1895 in Markneukirchen; † 27. Oktober 1964 ebenda) war ein Pädagoge und  Heimatforscher des sächsischen Vogtlandes.

## Leben
Erich Wild wuchs als Kind eines Saitenmachers in Markneukirchen auf, wo er seit 1902 die 1. Bürgerschule besuchte. Zusätzlich erhielt er Geigen- und Klavierunterricht. Nach der Schulzeit begann für ihn ab 1910 die Ausbildung am Lehrerseminar in Auerbach/Vogtl., die er kriegsbedingt im Dezember 1915 mit einer vorfristigen Abschlussprüfung beenden musste, um 1916 dem verordneten Kriegsdienst im Ersten Weltkrieg nachzukommen. Seine Fronterlebnisse prägten ihn und sein politisches Denken.
Wild war von 1919 bis 1934 als Lehrer an der Schule in Markneukirchen tätig. Von 1922 bis 1933 war er SPD-Stadtverordneter und zeitweilig Fraktionsvorsitzender. In diesem Zusammenhang förderte er die Bildung unter Arbeitern und engagierte sich im obervogtländischen Lehrerverein sowie in der Volkshochschule. 1934 wurde er aufgrund politischer Maßregelungen als Lehrer nach Wilkau-Haßlau versetzt und 1950 aus politischen Gründen aus dem Schuldienst entlassen. Zuvor war Wild 1945 nach Markneukirchen zurückgekehrt, hatte die Leitung einer Grundschule übernommen und war als Dozent in der Lehrerausbildung (Mühlhausen-Bad Elster) eingesetzt. Nach seiner Pädagogentätigkeit befasste er sich ausschließlich mit der Erforschung der vogtländischen Heimatgeschichte. Dabei war er mit einem Forschungsauftrag von Willy Flach für die Thüringische Archivverwaltung tätig. 1954 wurde ihm die Leitung des Städtischen Gewerbemuseums in Markneukirchen übertragen, die er zehn Jahre bis zu seinem Tode innehatte.
Als Kreispfleger in den Kreisen Oelsnitz und Klingenthal widmete Wild sich besonders der Wasserburgenforschung im Oberen Vogtland, womit er an Arbeiten von Eduard Johnson anschloss.

## Werke (Auswahl)
Erich Wild legte mindestens 212 regionalgeschichtliche Veröffentlichungen vor, darunter beispielsweise:
- Führer durch das Musikinstrumentenmuseum Markneukirchen. 1967, 2. Aufl. 1971.
- Geschichte von Markneukirchen. Stadt und Kirchspiel. Vogtländischer Heimatverlag Franz Neupert, Plauen 1925 (Beilageheft zur 34. Jahresschrift 1925 des Vereins für vogtländische Geschichte und Altertumskunde). (Digitalisat)
- Geschichte und Volksleben des Vogtlandes in Quellen aus 700 Jahren. Vogtländischer Heimatverlag Franz Neupert, Plauen 1936.
- Gunzen – Das Dörflein vorm Walde. Kulturbote für Klingenthal und Umgebung Nr. 9 und 12/1956.

## Ehrungen
In Markneukirchen wurde eine Straße nach ihm benannt.